# Todah Music
Todah Music é uma gravadora independente brasileira de música cristã contemporânea fundada por Osmar Goulart e Alessandro Porfírio no ano de 2012. A gravadora é subsidiária do Grupo Todah, que além desta, possui outros selos, como RaiSys Music e C Music, além das marcas Todah Worship, Todah Covers, Todah Playbacks, Todah Digital e Todah Network.
Nos anos de 2021 e de 2022, vários artistas da gravadora foram indicados em diversas categorias de uma das maiores premiações da música gospel do Brasil, o Troféu Gerando Salvação. Jessé Aguiar, conseguiu no evento 17 indicações com cinco vitórias. Já Nathália Braga, foi indicada em 7 categorias, vencendo em apenas 1.
O site Diário Gospel considerou a Todah Music como uma das maiores gravadoras gospel do Brasil.

## História
A gravadora foi inicialmente criada com o propósito de lançar a carreira da cantora Fabiana Anastácio. Ao longo do anos, ela estendeu sua cast com nomes como Stella Laura, Pedro Henrique, Valesca Mayssa, Jessé Aguiar, Nathália Braga, Sued Silva, Suellen Brum, Raquel Olliver, Davi Sacer, Vitória Souza, Bia e Brenda, Kiara Vitória, Kellen Byanca, Daniela Araújo, entre outros..
Nas plataformas digitais, muitas músicas lançadas pela gravadora somam milhões de streams. As artistas Fabiana Anastácio, Sued Silva, Kellen Byanca e Vitória Souza receberam certificados de ouro e platina.